# Ленинское (Амвросиевский район)
Ленинское (укр. Ленінське) / Верхнееланчик (укр. Верхньоєланчик) — село на Украине, находится в Амвросиевском районе Донецкой области. Находится под контролем самопровозглашённой Донецкой Народной Республики.

## География
В Донецкой области имеется ещё 4 одноимённых населённых пункта, в том числе сёла Ленинское в соседнем Старобешевском районе, Ленинское в Новоазовском районе.

#### Соседние населённые пункты по странам света
С: Новоеланчик, Родники, Котовского, Новоклиновка
СЗ: Жукова Балка, Трепельное, Елизавето-Николаевка
СВ: город Амвросиевка, Новоамвросиевское
З: Войковский
В: —
ЮЗ: Ольгинское
ЮВ: Мокроеланчик, Киселёвка, Харьковское, Квашино, Лисичье
Ю: Кошарное

## История
В 1945 г. постановлением Сталинского облисполкома хутор Ленинталь Ленинтальского сельсовета Амвросиевского района переименован в Ленинский.
12 мая 2016 года Верховная Рада Украины присвоила посёлку название Верхнееланчик в рамках кампании по декоммунизации на Украине. Переименование не было признано властями самопровозглашенной ДНР.

## Население
Население по переписи 2001 года составляло 246 человек.

## Общая информация
Код КОАТУУ — 1420686003. Почтовый индекс — 87352. Телефонный код — 6259.

## Адрес местного совета
87352, Донецкая обл., Амвросиевский р-н, с. Новоивановка, ул. Советская, 5а; тел.: +38 (6259) 58-1-17.